# 아르투로 도미니치

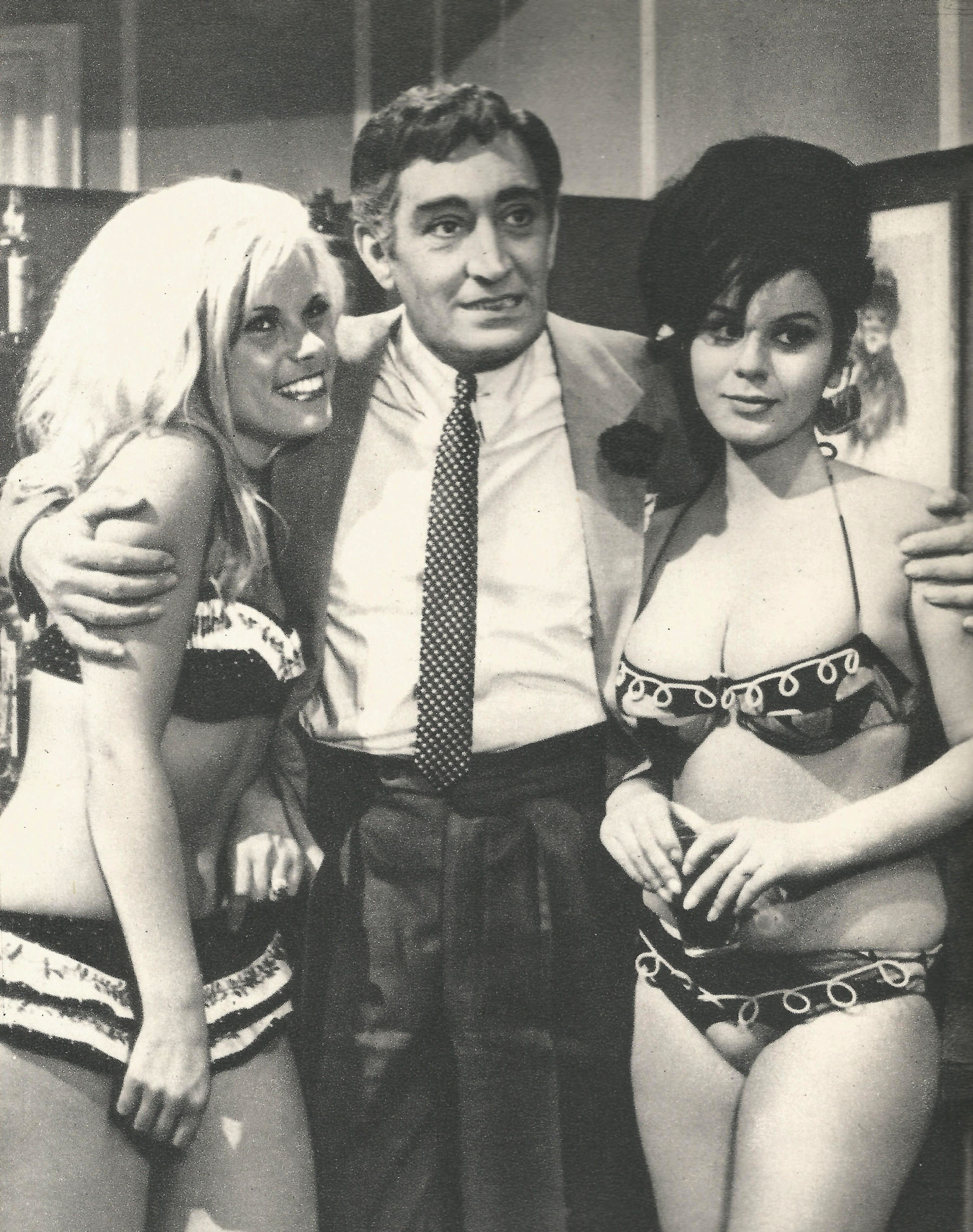

아르투로 도미니치(Arturo Dominici, 1916년 1월 2일 ~ 1992년 9월 7일)는 이탈리아의 연극 배우, 영화배우이다.
팔레르모에서 태어났으며 로마에서 사망하였다.

## 영화
- 어느 수사관의 고백 (1971년)
- 완전 범죄 (1970년)
- 러브 이즈 퍼니 씽 (1969년)
- 판토마 전광석화 (1965년)
- 캐슬 오브 블러드 (1964년)
- 메두사 vs. 더 선 오브 헤라클레스 (1963년)
- 바그다드의 도둑 (1961년)
- 사탄의 가면 (1960년)
- 칼티키 - 불멸의 몬스터 (1959년)